# Pacheco, California
Pacheco, California (енгл. Pacheco) насељено је место без административног статуса у америчкој савезној држави Калифорнија.

## Демографија
По попису из 2010. године број становника је 3.685, што је 123 (3,5%) становника више него 2000. године.
| Група             | 2000.         | 2010.         |
| Белци             | 2.705 (75,9%) | 2.480 (67,3%) |
| Афроамериканци    | 79 (2,2%)     | 78 (2,1%)     |
| Азијати           | 264 (7,4%)    | 366 (9,9%)    |
| Хиспаноамериканци | 421 (11,8%)   | 619 (16,8%)   |
| Укупно            | 3.562         | 3.685         |